# Алет
Алет (фр. Alette) насеље је и општина у североисточној Француској у региону Север-Па д Кале, у департману Па де Кале која припада префектури Montreuil.
По подацима из 2011. године у општини је живело 368 становника, а густина насељености је износила 26,53 становника/km². Општина се простире на површини од 13,87 km². Налази се на средњој надморској висини од 32 метара (максималној 162 m, а минималној 26 m).

## Демографија
| 1962. | 1968. | 1975. | 1982. | 1990. | 1999. | 2011. |
| ----- | ----- | ----- | ----- | ----- | ----- | ----- |
| 245   | 256   | 216   | 235   | 260   | 249   | 368   |

График промене броја становника у току последњих година